# Petit Hôtel Chassignet
Le Petit Hôtel Chassignet  (ou  Mareschal de Sauvagney) est un hôtel particulier situé à Besançon dans le département du Doubs.

## Localisation
L'édifice est situé au 12 rue Pasteur dans le quartier de la Boucle de Besançon.

## Histoire
L'hôtel a été construit au début du XVIe siècle. Il subira de nombreuses reconstructions au fil du temps : en 1580, en 1746 et celle 1772 sera réalisé par l'architecte bisontin Claude Antoine Colombot pour l'arrière du bâtiment.
Les façades font l’objet d’une inscription au titre des monuments historiques depuis le 14 avril 1927.
La toiture fait l’objet d’une inscription au titre des monuments historiques depuis le 18 février 1942.

## Architecture
L'hôtel est articulé autour de deux cours et les bâtiments sont en plan irrégulier en « U » pour une des cours et en « L » pour la seconde.
Les façades sont réalisées en pierre de taille et l'angle sur rue laisse apparaître une « logette ».